# 克羅托申

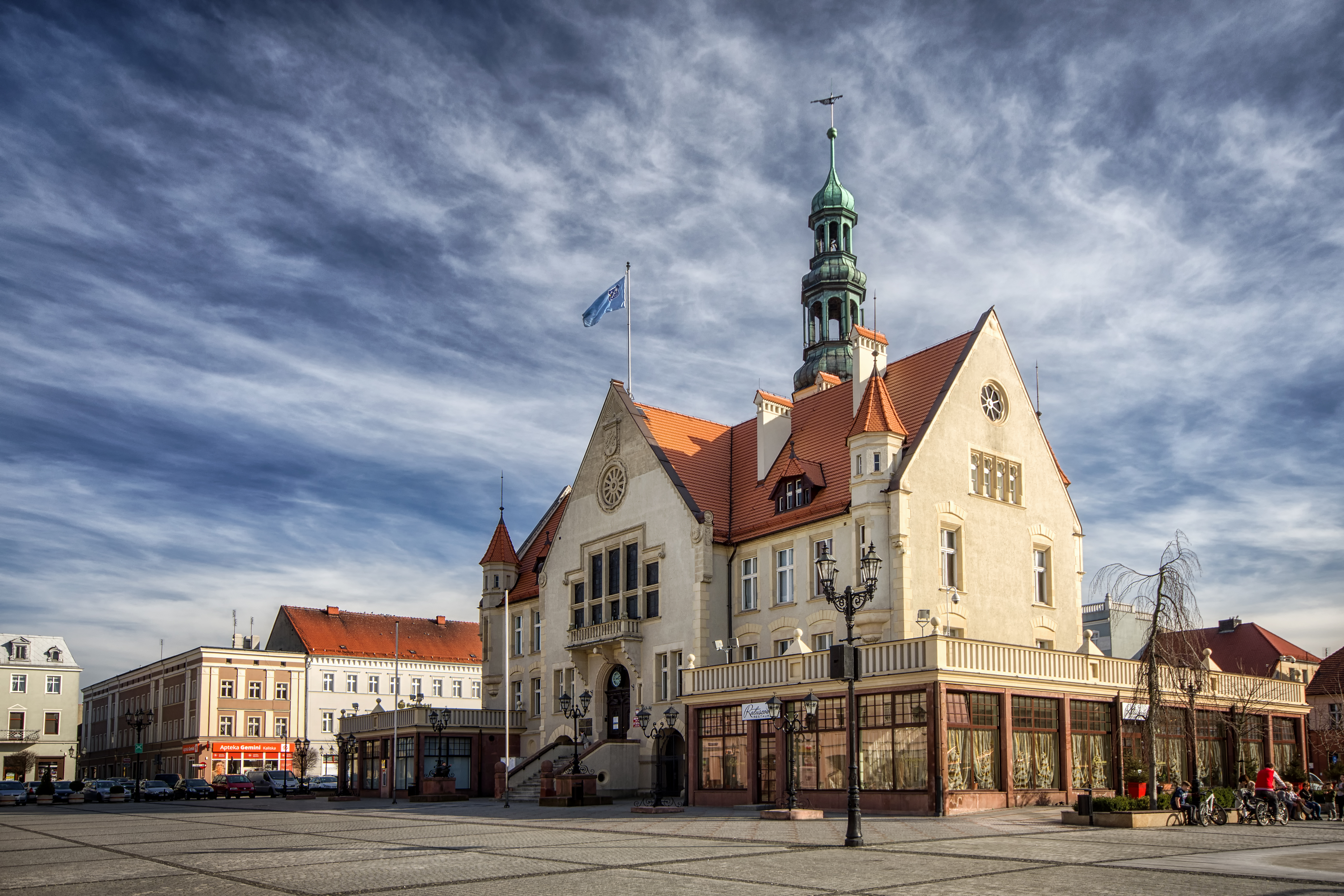

克羅托申（德语：Krotoschin）是波蘭的城鎮，位於該國西部，由大波蘭省負責管轄，面積22.55平方公里，海拔高度130米，該地區自石器時代有人類居住，2010年人口29,485。

## 友好城市
- 法國 丰特奈勒孔特

51°41′N 17°26′E / 51.683°N 17.433°E